# Freddy Torrealva
Freddy Torrealva (Ica, 1 de septiembre de 1967) es un exfutbolista peruano. Se desempeñaba en la posición de delantero y destacó en Universitario de Deportes de la Primera División del Perú. Actualmente tiene 57 años. Es hermano del también futbolista Jesús Torrealva

## Trayectoria
Freddy Torrealva se inicia en el Octavio Espinosa de Ica, para luego pasar al primer equipo de Universitario de Deportes. En 1992 se trasladó a Arequipa para jugar por el Melgar, donde es recordado por un gol que le anotó a Sporting Cristal en la goleada por 6-0. Tras la buena campaña con el club mistiano regresó a Universitario de Deportes donde permaneció hasta 1997, en su regreso saldría campeón en el año 1993 junto a su hermano Jesús, siendo de las pocas duplas de hermanos campeones en un mismo año con un solo club.
Con Universitario de Deportes jugó la Copa Libertadores de América en los años 1993, 1994 y 1996. Jugando por la «U» se tuvo que hacer una cirugía artroscópica por una lesión meniscal externa que ya había comprometido el plano condilar (del cartílago articular) el cual se encontraba ya dañado, pero se hizo todo lo posible para poder restablecer dicho cartílago, se demoró mucho en hacerse la cirugía debido a que se lesionó cerca de las fiestas navideñas. En 1998 regresó a Melgar donde, debido a una persistente lesión en la rodilla derecha, se retiró del fútbol.

## Selección nacional
Fue internacional con la selección de fútbol del Perú en 1 ocasión. Debutó el 3 de febrero de 1993, en un encuentro amistoso ante la selección de Rumania que finalizó con marcador de 2-0 a favor de los rumanos.

## Clubes
| Club                      | País | Año         |
| ------------------------- | ---- | ----------- |
| Octavio Espinosa          | Perú | 1986 - 1990 |
| Universitario de Deportes | Perú | 1991        |
| FBC Melgar                | Perú | 1992        |
| Universitario de Deportes | Perú | 1993 - 1997 |
| FBC Melgar                | Perú | 1998        |

## Palmarés

### Campeonatos nacionales
| Título                    | Club                      | País | Año  |
| ------------------------- | ------------------------- | ---- | ---- |
| Primera División del Perú | Universitario de Deportes | Perú | 1993 |